# Hiệp hội Thư viện Hoa Kỳ
Hiệp hội Thư viện Hoa Kỳ hoặc Hiệp hội Thư viện Mỹ (tiếng Anh: American Library Association, viết tắt ALA) là một tổ chức phi chính phủ phi lợi nhuận, có trụ sở tại Chicago, Hoa Kỳ, nhằm thúc đẩy hoạt động thư viện và giáo dục thư viện trên trường quốc tế .
Hiệp hội được thành lập ngày 6 tháng 10 năm 1876, và hiện , và là hiệp hội thư viện lâu đời nhất và lớn nhất trên thế giới , với hơn 62.000 thành viên .